# Fanhunter
Fanhunter es una saga de cómics, creada por Cels Piñol, ambientada en un presente/futuro alternativo en el cual los fanes (aficionados a los cómics, las series de TV o los juegos de rol) son perseguidos. La palabra Fanhunter significa «cazador de fans». Los personajes del cómic son conocidos como narizones, ya que prácticamente no tienen cara, solo nariz. Además, carecen de piernas.
Las primeras ediciones se publicaron en forma de fanzine, producidos por el mismo autor y distribuidos en Barcelona. Sus últimos cómics en blanco y negro (Final Conflict) utilizan también tramas y efectos, y gozan de la colaboración de autores como Víctor Santos (Los Reyes Elfos) o JMV (El Señor de los Panchitos). Han colaborado otros autores como Roke González, Chema Pamundi (ambos cocreadores del universo), Adri Ortiz, David Ramírez, Nacho Fernández, Carlos J. Olivares, David Baldeón o Sergio Abad.
Fanhunter ha originado numerosos juegos de rol basados en su universo y en sus spin-offs, así como varios juegos de mesa (miniaturas/estratiegia, cartas, etc.) desde 1992 hasta la actualidad.

## El mundo de Fanhunter
En 1996, un ex-librero demente llamado Alejo Cuervo (basado en el propietario de la librería y editorial barcelonesa Gigamesh) da un golpe de Estado: vuela la Ciudad del Vaticano, conquista Europa e instala la nueva capital en Barcelona, que es rebautizada como «Barnacity». Alejo se autoproclama Papa, establece que la única religión permitida es la nueva Religión de Dick (un culto distorsionado al escritor de ciencia ficción Philip K. Dick), y prohíbe todas las aficiones subculturales tales como los cómics, el manganime, el cine, las series de TV, los videojuegos, los juegos de mesa o la música no sacra.
Los fanes de cualesquiera aficiones diferentes a las suyas (las obras de Philip K. Dick y Desayuno con diamantes) son perseguidos por las tropas de Alejo, llamadas Fanhunters, y por unos soldados clónicos llamados Tintín Macutes (que son fabricados en Francia, adoran las historietas de Tintín y no está bien claro a partir de qué son clonados). Muchos fanes se han organizado para defender sus ideas y evitar que la imaginación del mundo sea destruida: es la Resistencia. Su líder es el hijo de Alejo, John Konstantin.
La «Barnacity» de Alejo combina elementos de la realidad con otros de corrientes futuristas como Night City, la ciudad del juego de rol Ciberpunk. Para los dos principales juegos de rol basados en Fanhunter (Fanhunter JDR y Fanpiro) aparecieron guías de la ciudad (Guía de Barnacity y Barnacity by night) que partiendo de elementos aparecidos en el cómic la expandieron, definiendo en profundidad cuadrantes, distritos, personajes, ambientes y leyendas urbanas.La ciudad está inundada hasta la Plaza de Cataluña debido al calentamiento climático, que derritió un iceberg que había sido traído hasta el puerto. Además, hay una extraña zona blanca flotando en las aguas del Puerto, llamada la Antizona: es del tamaño de un campo de baloncesto y desintegra todo lo que cae en ella. La Sagrada Familia es un Templo que nos protege de una Puerta a otra dimensión llena de «memomios». 
Madrid está permanentemente en llamas (salvo lugares como la cancha del estadio del Real Madrid, donde los aspersores funcionan todo el tiempo) y se la conoce como "la Zona libre". También está Zaragotham (Mezcla de Zaragoza con Gotham City) que es llamada "el frente ruso" debido a la alta actividad de los "fan letales".
La influencia de Alejo afecta a todo el mundo, por lo que los únicos lugares en Europa donde la subcultura es legal son Ibiza y Montecarlo. Estados Unidos tiene como presidente al actor George Clooney y sufre una especie de guerra civil entre los partidarios de la subcultura y movimientos moralistas afiliados a Alejo. Los mexicanos han instalado varias bases y colonias en la Luna, mientras que en Argentina los fanhunters casi acaban completamente con la Historieta Argentina.
Más adelante también aparece el concepto de la Pichurrina, una energía mística-cósmica similar a la Fuerza, que es utilizado por los Fanknights y por el Reverso Oscuro (estos últimos pretenden sumergir a la Tierra en un estado de apatía total para conquistarla sin problemas; Alejo es parte integral de su plan y esperan que en su reinado acabe por destruir la imaginación y la inventiva terrícolas).

## Personajes
La mayoría de personajes son totalmente ficticios, aunque son parodia de otros personajes originales, especialmente del cómic americano (John Konstantin parodia a John Constantine y Don Depresor a Daredevil, por ejemplo). Otros, sin embargo, son personas reales adaptadas al universo Fanhunter: es el caso de Cels Denbrough (personificación del propio autor), Alejo Cuervo, Nando Dixcontrol, Lazarus Muñoz o Nacho Carmona.
Personajes Principales:
- John Konstatin: Líder de la Resistencia. Es el marido de Belit, y padre de John Patrick y Erika Konstantin. Inglés de nacimiento, su profesión es asesor paranormal, y tiene cierto dominio de la Pichurrina. Es un fumador empedernido. Gusta de escuchar a cantantes muertos de vez en cuando, y los malos lo han secuestrado en varias ocasiones. Muchos personajes le guardan resentimiento debido a que, en una ocasión, cuando debía custodiar a 50 dibujantes estadounidenses (incluidos Frank Miller y John Romita Jr.) en Newcastle, vio acercarse una patrulla fanhunter y abrió un vórtice dimensional para esconderlos en él, pero por error terminaron en una dimensión llena de "memomios" que se los comieron a todos. Su nombre es una parodia de John Constantine, protagonista de la serie de cómics Hellblazer.
- Belit: La Reina de la Costa Negra. Era la dueña de Antifaz Comics hasta que Alejo la destruyó y su marido, Paconan, murió en ella. Más tarde perteneció a los Desesperados. Actualmente es la mujer de Konstantin, el alma de la Resistencia, y madre de John Patrick y Erika. Es una gran espadachina. Se llama igual que una de las parejas de Conan. Aficiones: Los cómics y las películas de Conan el Bárbaro.
- Don Depresor: Es la personificación cutre de Daredevil (Dan Defensor en la primera edición española). Un accidente con una maceta radiactiva le dejó ciego, y le provocaron los dos chichones que luce en la cabeza. Miembro de los Desesperados, se ha convertido en uno de los miembros emblemáticos de la Resistencia. Dice tener poderes extrasensoriales aunque todos los demás opinan que no es así, lo que sí tiene es un extraño poder para gafarlo todo, y para acabar a los mandos de cualquier tipo de vehículo, a pesar de ser ciego; más avanzada la historia la Resistencia se las arregla para utilizar esa torpeza sobrenatural para sabotear los aparatos de los fanhunters. Aficiones: Leer cómics de DareDevil.
- Cels Denbrough: Es la personificación de Cels Piñol en Fanhunter. Es un fanpiro, es decir, necesita comer cómics y carátulas de películas para vivir. Es miembro de la FPF (Federación de Planetas Federados) y uno de los personajes principales de la Resistencia. Murió luchando contra Loki, pero fue resucitado por Konstantin y la Gusa.
- Ridli Scott: Marine colonial que comenzó luchando en la unidad Star Hounds. Miembro de los Desesperados y el experto militar de la Resistencia. Es veterano de las más importantes batallas: Acheron, MontJuïc o Cornellá. Tiene todo el cuerpo cubierto de pelos y suda ácido molecular cuando alguien insulta a Sigourney Weaver (en un número mencionan que esta mutación se debe a un desajuste hormonal durante su estancia en una especie de sanatorio para "curar" fanes). Es capaz de manejar cualquier tipo de arma. Su nombre hace referencia al director de Alien y Blade Runner. Aficiones: Toda la saga Alien, y en especial, Sigourney Weaver.
- Milton O'Roke: Más conocido como X-Tremo. Miembro de los Desesperados y ex-cazafantasmas de la ONU. Cree estar poseído por todos los miembros de la Patrulla X. Tiene los poderes de los X-Men, y además es un hombre lobo, aunque intenta esconderlo. Aficiones: Cómics de mutantes
- Nando Dixkontrol: DJ barcelonés, amigo de Cels. Es el último DJ en usar discos de vinilo. Ahora es un gran soldado de la Resistencia, veterano de muchas batallas importantes y misiones arriesgadas, a las que suele ir acompañado de DD. Usa su Walkman a todo volumen para destrozar los oídos de sus adversarios. Aficiones: La música dance y los discos de vinilo.
- Morsa: Pertenece a la FPF. Luchó junto con Ridli en los Star Hounds. Amante de los polos de fresa y estratega espacial. No posee poderes especiales. Aficiones: Todo lo relacionado con la ciencia ficción.
- Alejo Cuervo: Es el principal villano, y padre de Konstantin; también se lo conoce como "Alejo I" y "Alejo Fenicius". Posee una personalidad carismática, lo que, junto con su poderío militar, le permitió conquistar Europa. Él es uno de los 12 Fenicius, vendedores eternos que en un principio se dedicaban a mediar en transacciones interplanetarias y administraciones contables. Todos ellos tienen la cualidad de alargar su vida caba vez que cierran una venta y un gran manejo sobre la pichurrina. Alejo desertó y se escondió en la Tierra, comerciando desde el principio de la Historia humana; en el siglo XX administraba una librería especializada en ciencia ficción, Fantasía y Cómics, además de ser íntimo amigo de Philip K. Dick. Se volvió un loco megalómano debido a que Dick (su mejor amigo), su hermano Salomon y su exesposa (la madre de Konstantin, a la que seguía amando) murieron el mismo año. Aparentemente conoció a Audrey Hepburn.
- Killer Dog: Segundo al mando de Alejo, capitán de los fanhunters y ex-spetsnaz tiene el aspecto de un perro similar a Snoopy; es además un agente del Reverso Oscuro de la Pichurrina (organización similar a los Sith de Star Wars). Durante el segundo autoexilio de Alejo el tomo su lugar como Papa, aunque no era tan carismático como el Fenicius.

Personajes Secundarios:
- Padre Merrin: Sacerdote y exorcista, es uno de los miembros más importantes de la cúpula de la Resistencia. Lleva una Biblia firmada por Mike Tyson, con la que suele arrear buenas guantadas; posteriormente pierde esa biblia pero consigue otra firmada por Jet-Li. Su nombre hace referencia a uno de los sacerdotes de "El Exorcista" Aficiones: Practicar exorcismos.
- Nacho Carmona: Es el webmaster de Dreamers. En Fanhunter es el experto informático de la Resistencia. Lleva un módem conectado a su cerebro. Tiene un dominio total de cualquier sistema informático, muy útil en numerosas misiones, como la que llevó a cabo al utilizar los neurochips de la II Batalla de Montjuic. Aficiones: Trastear con los ordenadores, hablar con ellos y navegar por Internet
- Lazarus Muñoz: Personificación del biólogo Lázaro Muñoz, director de la revista de manga Minami. Conoció a Cels Denbrough en una estación minera en la órbita de Júpiter, y actualmente es su pareja. Es la doctora de la Resistencia, y ayudó en el nacimiento de los hijos de Belit y Konstantin, en plena batalla de Montjuïc. No posee poderes especiales, aparte de sus habilidades como médico.
- Gusa: Es un animal mezcla de perro e hipopótamo, de color verde. Es la mascota de Cels Denbrough, y le salvó la vida cuando fue capturado por Alejo y entregado a Pizza the Hutt. Tiene un extraño dominio de la Pichurrina. Aficiones: Comer y dormir
- Erika Konstantin: Es la hija de Konstantin y Belit. Protagonista de FH Herencia. Tiene el carácter de su madre, y pronto tendrá mucho que decir en la Resistencia. Al igual que su padre, siente la Pichurrina, lo que le hace escuhar la voz de un Lector mientras escribe un libro.
- Doctor X-Traño: Es el experto en Pichurrina de la Resistencia. Destaca por sus misiones en otras dimensiones, como la que llevó a Stuart Goldsmith a la Zona Prohibida. Domina la Pichurrina a la perfección, al igual que los viajes interdimensionales. Es una parodia del Dr. Extraño de Marvel Comics. Aficiones: La serie Quantum Leap.
- Micro: Miembro de la Wild Bunch, se introdujo en las Torres Caffre junto con León. Es un experto ninja, y tiene gran dominio de las katanas. Habilidades/Poderes: todas las habilidades de un ninja. Aficiones: El manga en general, y Katsura en particular.
- Jefe Ryback: Está basado en el personaje de Steven Seagal en Alerta Máxima. Es el cocinero de la Resistencia y un gran guerrero. Ha sido el cocinero del Oktubre Rojo, y el contacto de JotA en FH #6. Aficiones: Las películas de Steven Seagal.
- Starsky Hutch: Policía de Barnacity, ex-fanhunter y amigo de la infancia de Kontanstin. Se unió a los fanhunters debido a la buena paga, la Internet gratis y el acceso al material subversivo confiscado; pero acaba ayudando a la resistencia. Su nombre hace referencia a la serie de detectives Starsky y Hutch. Aficiones: Las películas de acción en general y de policías en particular.
- Al Fonso: Joven con un talento innato para dibujar cómics que al que calificaban como "el único dibujante decente de cómics que quedaba". Sus dotes se atribuyen en parte a su origen mestizo (cruce de humano con vulcano, klingon y romulano). Durante su entrenamiento en una estación espacial de la FPF fue tentado por el Reverso Oscuro; Konstantin logra apartarlo del mal pero luego se harta de que lo estén mandoneando siempre y que le exijan respetar las leyes de la proporción y la perspectiva cuando dibuja (esto es una referencia a los cómics estadounidenses de los 90), así que se une a Killerdog convirtiéndose en el "Guerrero del Antifan" y le pone una trampa a la resistencia. Se redime en el último momento y muere en una explosión.

## Los Cómics
Primera Etapa (1989-1997):
Etapa fanzinera.
- Gusa Comics:
  - Cels Piñol Destroys The Forum Universe (1989): Miniserie de 3 números.
  - Kiusap Ghotic Vº1 (1989-1990): Serie de 3 números. Primera aparición de John Konstantin y Milton O'roke en el N.º 1.
  - Celsquest (1990): Serie de 2 números. Primera aparición de los Desesperados en el N.º 1.
  - Kiusap Ghotic Vº2 (1991): Serie de 3 números. La conquista de Alejo y la Primera Batalla de Montjuïc.
  - Kiusap Ghotic Vº3 (1991): Serie que duró un solo número. Reeditada y ampliada en el Fanhunter Classics N.º 2 (Gusa Comics) y en el Fanhunter Classics N.º 4 (Planeta Deagostini).
  - Drácula (1992): Guion de Chema Pamundi. Dibujo de Chema Pamundi y Cels Piñol. Número especial en que los Desesperados combaten contra Drácula.
  - Fanhunter "la primera serie regular": Serie de 7 números (incluido un número 0). En los Nºs 0 (1991), 1, 2 y 4 sucede "The Konstantin Saga"; en el N.º 3 es un especial de ilustraciones de otros autores; en el N.º 5 se relata la batalla zulú (Savage Kiusap Tales) y el N.º 6 (V/1996) se relata un universo alternativo (La era de Morsapocalipsis, parodiando La era de Apocalipsis), en este número colabora Nacho Fernández a los lápices.
  - Fanhunter Chronicles: Serie de 4 números. En el segundo número se relata el origen del universo Fanhunter.
  - Fanhunter Classics The Konstantin Saga (XII/1996): Cómic que reedita los Nºs 0, 1,2 y 4 de la primera serie de Fanhunter.
  - Fanhunter Classics Nº2 (VII/1997): Cómic que reedita y amplia la historia del Kiusap Ghotic vº3 y también reedita las ilustraciones del n.º 3 de la primera serie de Fanhunter más otras inéditas hasta ese momento.

Segunda Etapa (1997-2015):
Etapa profesional.
- Forum (Planeta DeAgostini):
  - Fanhunter: Manga Wars (X/1997): Primer cómic del universo Fanhunter publicado por Forum (Planeta DeAgostini). One-shot guionizado y dibujado por Nacho Fernández. Diálogos adicionales de Cels Piñol.
  - Fanhunter: Drácula Returns (XII/1997): One-shot guionizado por Cels Piñol y dibujado por Nacho Fernández.
  - Fanhunter Classics Nº1/ The Konstantin Saga (V/1998): Tomo que reedita los números 0, 1, 2 y 4 de la primera serie de Fanhunter. Como extra contiene algunas de las ilustraciones del Fanhunter N.º 3 más dos ilustraciones nuevas de Eduardo Alpuente y Ramón F. Bachs.
  - Fanhunter Classics Nº2/ Jam Session (X/1998): Tomo que reedita los números 5 y 6 de la primera serie de Fanhunter y el especial Drácula.
  - Fanhunter Classics Nº3/ Out of Barnacity (I/1999): Tomo que reedita los números 1 al 4 de la serie Fanhunter Chronicles.
  - Fanhunter "la segunda serie regular" (1998-2000): Serie de 8 números (incluido un N.º 0).
  - Fanhunter Celsquest (V/2000): Número especial donde se hace una adaptación de la primera serie de Celsquest. La primera parte de la historia lo dibuja Sergi San Julián.
  - Fanhunter Almanaque 2000 (XI/2000): Número especial en formato apaisado.
  - Fanhunter Saga: Serie de 4 números. Sucede la 2 Batalla de Montjuïc.
  - Fanhunter Aftermath: Número especial.
  - Fanhunter Classics Nº4/ Hood (I/2003): Tomo donde se hace una adaptación del Kiusap Ghotic Vº3 y donde incluye la reedición de la historia del Fanhunter Classics N.º 2.
  - Fanhunter Classics Essential (X/2003): Tomo donde se reedita todo el material de los tomos Fanhunter Classics (The Konstantin Saga, Jam Session y Out of Barnacity). También incluyen todas sus ilustraciones.
  - Fanhunter Essential (X/2003): Tomo donde se reeditan todos los números de la segunda serie regular de Fanhunter.
  - Fanhunter: La Batalla de Montjuïc (XI/2003 - V/2004): Miniserie de 2 números donde se hace una adaptación de los números de Kiusap Ghotic Vº2.
  - Fanhunter The Final Conflict (2004-2005): Miniserie de 4 números donde confluyen todos los universos creados en los diferentes spin-offs pasados, presentes y futuros (Fanhunter, Outfan, Fantom Town y Fanboria) y se cierra la Saga de Alejo.
  - Fanhunter Batteground Barnacity (XII/2008): Tomo donde se reedita la serie Fanhunter Saga.
  - Fanhunter The Final Conflict (V/2009): Tomo de Tapa dura donde se reedita la serie Fanhunter The Final Conflict.

- Editorial Panini:
  - Fanhunter Vol.I: Fan Letal (IV/2010): Tomo de Tapa dura que representa la continuación de Fanhunter, The Final Conflict, presentando un salto a un futuro en el que Alejo supuestamente ha resucitado y enlazándolo con libros anteriores como Fantom Town y con universos alternativos como DeadFan; además de nuevas tiras de su popular saga Fan Letal.
  - Fanhunter Vol.II: Fandom (XI/2010): Continuación (en formato y contenidos) del tomo anterior.
  - 1714 Baluard (III/2014): Flashback ambientado tras la Guerra de Sucesión de 1714 en la que versiones históricas de los personajes de Fanhunter reinterpretan el argumento de la película Acorralado.
  - Fanhunter Rorkes Drift (IV/2015): Tomo de Tapa dura que presenta dos historias. En el flashback principal se nos narra un remake del Savage Kiusap Tales (Fanhunter "primera serie regular" Nº5 de Gusa Cómics). En la trama "actual" que abre y cierra el cómic y que prosigue el futuro abierto en Fanhunter Vol.I: Fan Letal, se cierra definitivamente esta etapa de Fanhunter.
  - Fanhunter Essential(2015): Reedición en tapa dura de la segunda serie regular de Fanhunter, re-rotulada y con algunas revisiones de textos.

Tercera Etapa (2017-Actualidad):
Etapa actual.
- Editorial Gigamesh:
  - Fanhunter Drácula (2017): Libro en tapa dura. Remake del especial Drácula de 1992 con mayor número de páginas. Con Chema Pamundi.
  - La Fuga de Aquatraz (2018): Número especial editado para el Salón del Cómic de Barcelona. Grapa. Remasterización (re-rotulada y con "sombritas") del Fanhunter Chronicles Nº3.  Con chema pamundi.
  - Fanhunter: Asalto a la Librería del Distrito 13 (2019): Reboot del inicio de la Saga de Alejo homenajeando al film Asalto a la Comisaría del Distrito 13. Con Martín Piñol y David Esbrí.
  - Fanhunter: Fanboria #0 (2022): Número especial en formato grapa gigante. Avance de las primeras páginas del próximo cómic Fanhunter: Fanboria.
  - Fanhunter: Fanboria (Próximamente): Libro en tapa dura narrando las aventuras de Paconan el Bárbaro, transportado al universo paralelo de Fanboria durante los eventos de Asalto a la Librería del Distrito 13.

## Juegos de rol
Desde 1992 se han publicado hasta tres juegos de rol ambientados en el universo de Fanhunter:
- Fanhunter, el juego de rol épicodecadente (1992,[1] reeditado por Devir en 2020)
- Fanpiro (2001)[2]
- Outfan (2002)[3]